# Zenon Chudy
Zenon Klaudiusz Chudy (ur. 17 grudnia 1933 w Bydgoszczy) – polski polityk, poseł na Sejm PRL VII i VIII kadencji.

## Życiorys
W 1952 uzyskał wykształcenie zasadnicze zawodowe w Państwowej Szkole Przemysłowej w Bydgoszczy. Był ślusarzem, a potem brygadzistą w tamtejszych Zakładach „Predom-Romet”. W 1963 wstąpił do Polskiej Zjednoczonej Partii Robotniczej. W partii był członkiem Rady Zakładowej, Komitetu Zakładowego oraz egzekutywy, a także delegatem na VII Zjazd. W 1976 uzyskał mandat posła na Sejm PRL VII kadencji w okręgu Bydgoszcz. Zasiadał w Komisji Pracy i Spraw Socjalnych oraz w Komisji Przemysłu Ciężkiego, Maszynowego i Hutnictwa. W 1980 uzyskał reelekcję. W Sejmie VIII kadencji zasiadał w Komisji Pracy i Spraw Socjalnych, Komisji Przemysłu Ciężkiego, Maszynowego i Hutnictwa oraz w Komisji Polityki Społecznej, Zdrowia i Kultury Fizycznej.
Odznaczony Złotym i Srebrnym Krzyżem Zasługi.